# Avvocato difensore
Un avvocato difensore è un avvocato (generalmente del tipo barrister) specializzato nella difesa di individui e società accusati di attività criminale. Alcuni di essi sono ingaggiati privatamente, mentre altri vengono assegnati dalle varie giurisdizioni con tribunali penali attraverso nomina per rappresentare gli indigenti; questi ultimi sono generalmente chiamati difensori pubblici. La terminologia è imprecisa perché ogni giurisdizione può avere differenti modus operandi con vari livelli di input da parte della legge statale e federale o dai sentenze consensuali . Alcune giurisdizioni utilizzano un sistema di assegnamento a rotazione, che prevede che i giudici nominino un difensore privato o uno studio di avvocati per ogni caso. 

## Stati Uniti
Negli Stati Uniti, gli avvocati difensori si occupano delle questioni relative ad arresti, indagini, accuse, sentenze, appelli e questioni post-processuali. Spesso un avvocato si specializza in un settore specifico nell'ambito della difesa penale, come la difesa per i casi di droga o la difesa per i casi di guida in stato di ebbrezza (dall'inglese DUI). Potrebbero lavorare per l'amministrazione locale, statale o federale o per studi legali privati.
Per arresto si intende che un ufficiale di polizia, un agente federale o un giudice ritenga che esista una fondato motivo che una persona abbia commesso un crimine. Dato che un arresto di solito viene effettuato dalle forze dell'ordine, avviene spesso per via di un'accusa che non è stata provata o verificata da un avvocato o da un giudice. Gli avvocati difensori affrontano anche le questioni sostanziali dei crimini per cui sono accusati i suoi clienti. Inoltre, possono difendere i clienti prima che le accuse siano state presentate da l'avvocato d'accusa . Ciò accade quando qualcuno ritiene di essere indagato o viene arrestato. 
L'accusato può assumere un avvocato difensore come legale o rappresentante per trattare con la polizia o altri investigatori, per svolgere indagini proprie indagini e, a volte, presentare prove a discolpa che neghino potenziali accuse da parte del pubblico ministero. Gli avvocati difensori negli Stati Uniti che vengono ingaggiati dalle entità governative come le contee, le amministrazioni statali e il governo federale sono spesso assegnati come difensori pubblici o rappresentanti legali nominati dalla corte. 
Un aspetto considerevole di questo lavoro richiede che l'avvocato per la difesa penale statunitense abbia una chiara comprensione della costituzione degli Stati Uniti. In particolare, il quarto emendamento protegge da ricerche e sequestri illegali, mentre il quinto e il sesto emendamento regolamentano il diritto al silenzio, in modo da non dover essere testimoni contro se stessi. Tutti i criminali accusati dagli stati possono avvalersi degli emendamenti della costituzione degli Stati Uniti tramite il quattordicesimo emendamento. Pertanto, un avvocato difensore deve comprendere ciascuno di questi diritti. Il compito iniziale per qualsiasi procedimento penale comporta la revisione delle accuse, dei fatti rivendicati, dell'analisi delle violazioni costituzionali, dell'onere prima facie dell'accusa, delle difese e delle difese affermative; così come delle condanne e dei relativi problemi potenziali. Le fasi iniziali di un procedimento penale potrebbero implicare una giuria o un'udienza preliminare per determinare se si possa presentare una causa in favore del proseguimento del caso. Una violazione del quarto o quinto emendamento o la presenza di altre prove ottenute illegalmente potrebbe comportare l'esclusione delle prove al processo. Di conseguenza, un avvocato alla difesa passa spesso molto tempo a rivedere tutta la documentazione per determinare se il caso può essere vinto su basi costituzionali per condotta illegale del governo. 
Se non ci sono violazioni costituzionali, gran parte del lavoro di un avvocato difensore si riduce alla preparazione del processo. Qualsiasi risoluzione consensuale proposta deve essere discussa per giungere al miglior giudizio sull'esito del processo. Un avvocato difensore di solito discuterà potenziali patteggiamenti con il procuratore, in alternativa per esercitare il diritto al processo del convenuto e ad altri diritti. I patteggiamenti, una volta stipulati, possono essere distinti per accusa (spesso implicano un'accusa minore), per condanna (implicano una pena minore) o per entrambe le tipologie. 
Gli avvocati difensori in genere difendono persone accusate di infrazioni o reati. Un'infrazione si riferisce generalmente ad un'attività criminale punibile con un anno o meno nella carcere locale. Un reato in linea generale si riferisce ad attività criminali punibili con più di un anno nel sistema detentivo. Molti stati hanno i "wobblers" o reati incerti, che si riferiscono ad attività criminali gestite come crimini, ma che hanno una possibilità di essere ridotte ad infrazioni. In questioni che coinvolgono un reato incerto, spesso un avvocato rispettabile può dover ridurre il crimine ad infrazione o in alternativa far apparire il reato come infrazione in modo che possa essere ridotto ad infrazione in un secondo momento, il che potrebbe essere una buona strategia dato che il reato in sé per sé non potrà essere annullato . 
La prassi iniziale per diventare un avvocato difensore è simile a quella per un avvocato che eserciti in qualsiasi altro ambito della pratica legale. Generalmente per diventare un avvocato difensore, un individuo completa il proprio corso di laurea di primo livello, e in seguito frequenta e si laurea presso una facoltà di giurisprudenza. Dopo aver conseguito la laurea in giurisprudenza e aver conseguito l'esame dell'ordine degli avvocati secondo quel particolare stato o giurisdizione, il nuovo avvocato presterà giuramento come membro dell'ordine degli avvocati e potrà quindi iniziare a esercitare nel campo del diritto penale. Tuttavia, molti rinomati avvocati difensori dopo essere stati ammessi all'albo trascorrono del tempo lavorando sotto la guida di un avvocato esperto, spesso in una procura o in un ufficio di pubblici difensori. 